# أوفرتون (تشيشير)
أوفرتون (بالإنجليزية: Overton, Cheshire) هي قرية وأبرشية مدنية تقع في المملكة المتحدة في إنجلترا. يقدر عدد سكانها بـ 68 نسمة .